# Książno (przystanek kolejowy)
Książno – przystanek kolejowy na linii kolejowej numer 281 Oleśnica-Chojnice we wsi Książno, w woj. wielkopolskim, w Polsce. Położony on jest w południowo-wschodniej części województwa wielkopolskiego. Pierwszy pociąg do Książna dotarł w 1875. Obecnie na przystanku pozostały wyłącznie perony.

## Ruch pasażerski
| Rok  | Wymiana pasażerska na dobę |
| ---- | -------------------------- |
| 2017 | –                          |
| 2022 | 0-9                        |